# Transport Călători Express Ploiești
S.C. „Transport Călători Express” S.A Ploiești (abreviată TCE Ploiești) este principala companie de transport public din Ploiești. Aceasta dispune de autobuze, tramvaie și troleibuze.
In fiecare zi sunt transporati aproximativ 100.000 de pasageri.
Rute TCE Ploiești: 
Tramvai:101, 102.                                                                          Troleibuz:44, 44S(fost 44H), 202, 202S(fost 201) Autobuz: 1, 1B, 1D, 2, 4, 4B, 5, 7, 8, 22B, 25R, 28, 30, 32, 32S, 35, 35B, 36, 39B, 39C, 40, 42, 44B, 48, 52, 53, 54, 104, 106, 300, 301, 302, 303, 304, 305, 306, 307, 401, 402, 444, 444B, 445.

## Istoric
În anul 1991 ia naștere Regia Autonomă de Transport în Comun de Persoane Prahova (R.A.T.C.P. Prahova), pentru ca în1995 numele să fie schimbat în Regia Autonomă de Transport Public Ploiești. În anul 2013 regia de transport a trecut printr-un proces de reorganizare în care, printre altele, și schimbat și titulatura în S.C. „Transport Călători Express” S.A.
Compania operează servicii de autobuz, tramvai și troleibuz.
În prezent sunt în proces de derulare mai multe licitații pentru modernizarea parcului auto, unul dintre ele fiind de succes.
```
 9 autobuze electrice SOR NS 12 ELECTRIC circulă din 16.02.2023 pe linia 2 (Gara de Vest-Prahova Value Centre).
 22 de autobuze electrice sunt în licitație, cofinanțator fiind Primăria 
Ariceștii Rahtivani

 21 de tramvaie PESA Jazz cu podea joasă vor ajunge în aproximativ 2024, cofinanțator al proiectului fiind din nou Primăria 
Ariceștii Rahtivani
.
```

## Linii
TCE Ploiești operează un număr de 47 de linii de autobuz, troleibuz și tramvai atât în interiorul orașului, cât și în împrejurimi.

### Autobuz
- 1: Rafinăria Astra - Cablul Romanesc
- 1b: Rafinăria Astra-Ploiesti Shopping City
- 1c: COMAT - METRO
- 1d: Rafinăria Astra - METRO
- 2: Gara de Vest – Gara de Sud - Prahova Value Centre
- 4: Gara de Vest - Gara de Nord
- 4b: Vega - Hale Catedrala
- 5: Spitalul Judetean - Mihai Bravu
- 7: Dorobantul - Rudului
- 8: Hale Catedrala - Cimitir Bolovani
- 22: Selgros - Bariera Unirii
- 22b: Auchan - Bariera Unirii
- 25r: Pod Inalt - Torcatori - Gara de Sud
- 28: Spitalul Judetean - Uztel
- 30: Bloc Republicii - Hipodrom
- 32: Hale Catedrala - Pictor Rosenthal
- 35: Lamaita - Palatul Culturii
- 35b: Bloc 39 - Palatul Culturii
- 36: Pod Inalt - Uztel
- 39b: Hale Catedrala - Cartier Ploiesti Vest
- 40: Hale Catedrala - Bereasca
- 40b: Hale Catedrala - P. Bucov
- 42: Pod Inalt/Bloc 39 - COMAT
- 44b: Malu Rosu - Uztel
- 48: Malu Rosu - COMAT
- 52: Domnisori - Gara de Vest - Uztel
- 53: Bloc 39 - Eroilor - Gara de Sud
- 54: Malu Rosu - Bereasca
- 104: Armoniei - Uztel
- 106: Gara de Sud - Uztel
- 300: Gara de Sud - Pod Inalt - P.I.P.
- 301: Protan - Malu Rosu - Pod Inalt - P.I.P.
- 302: FERO - Cablul Romanesc - P.I.P.
- 303: Radu de la Afumati - Spitalul Judetean - Pod Inalt - P.I.P.
- 304: Gara de Vest - Domnisori - Pod Inalt - P.I.P.
- 305: Armoniei - Lamaita - Pod Inalt - P.I.P.
- 306: Hipodrom - Cablul Romanesc - Pod Inalt - P.I.P.
- 307: Pod Inalt - P.I.P.
- 401: Hipodrom - AFI Palace
- 402: Lamaita - AFI Palace
- 444: Rafinorilor - Gara de Sud
- 444b: Rafinorilor- Bariera Rudului
- 445: Pod Inalt - Ploiesti Triaj
- Mai există câteva linii (7××) care majoritatea dintre ele merg spre Brazi.

### Troleibuz
- 44: Gara de Sud - Malu Roșu
- 44S: Hale Coreco - Malu Roșu (circulă doar când Bd. Independenței este închis circulației)
- 202: Gara de Sud - Pod Înalt
- 202S (ex 201): Hale Coreco - Pod Înalt (circulă doar când Bd. Independenței este închis circulației)

### Tramvai
- 101: Spitalul Judetean - Gara de Sud
- 102: Spitalul Judetean - Gara de Vest

## Galerie

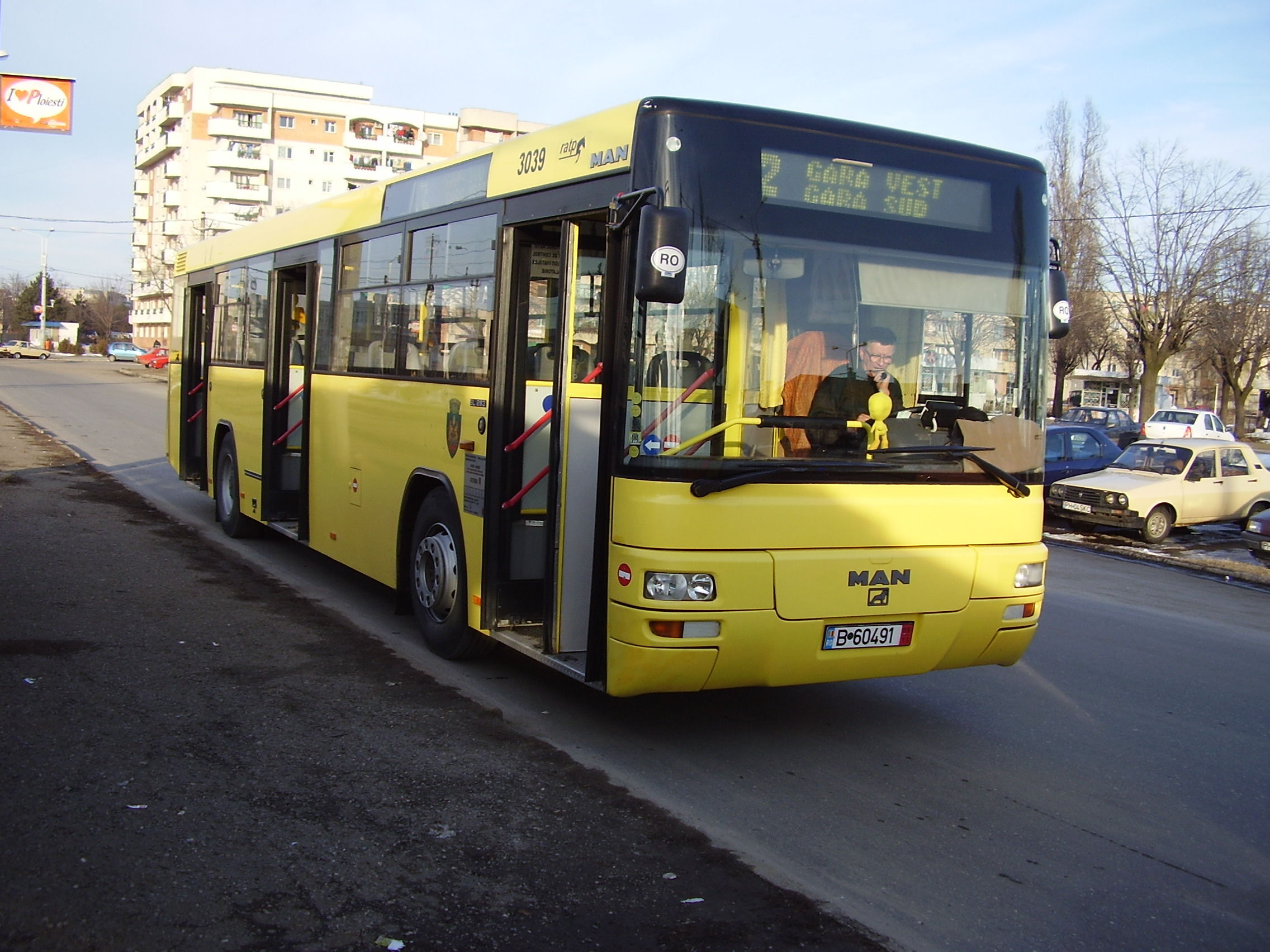
Autobuz MAN SL 283
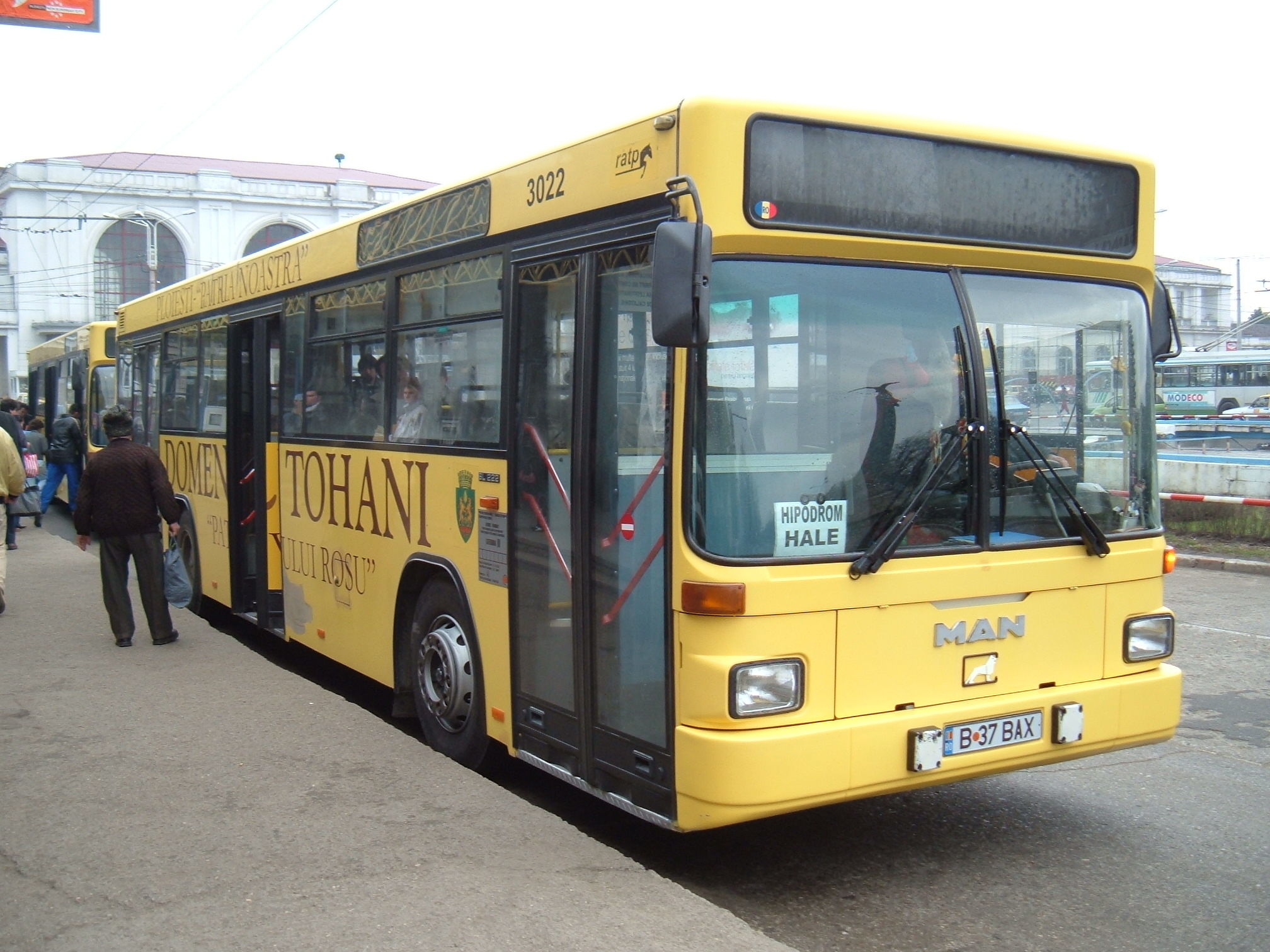
Autobuz MAN SL 222
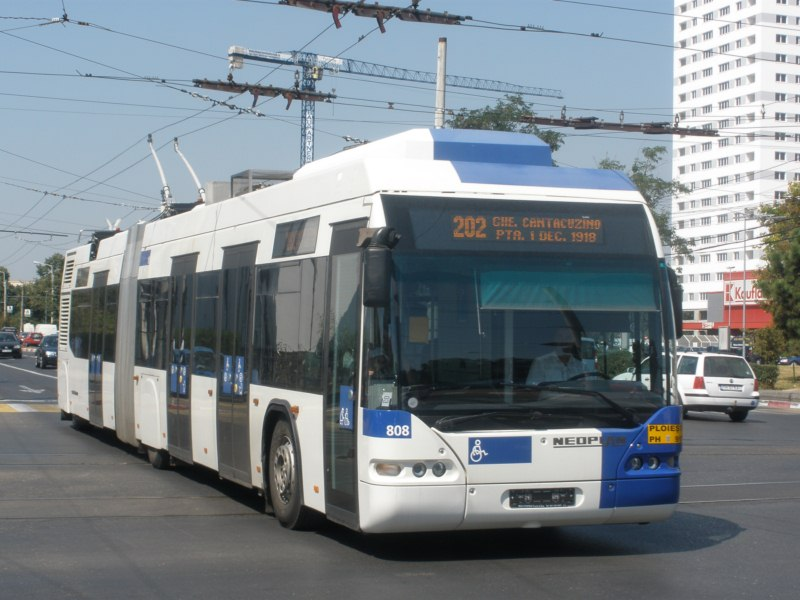
Troleibuz Neoplan N6121
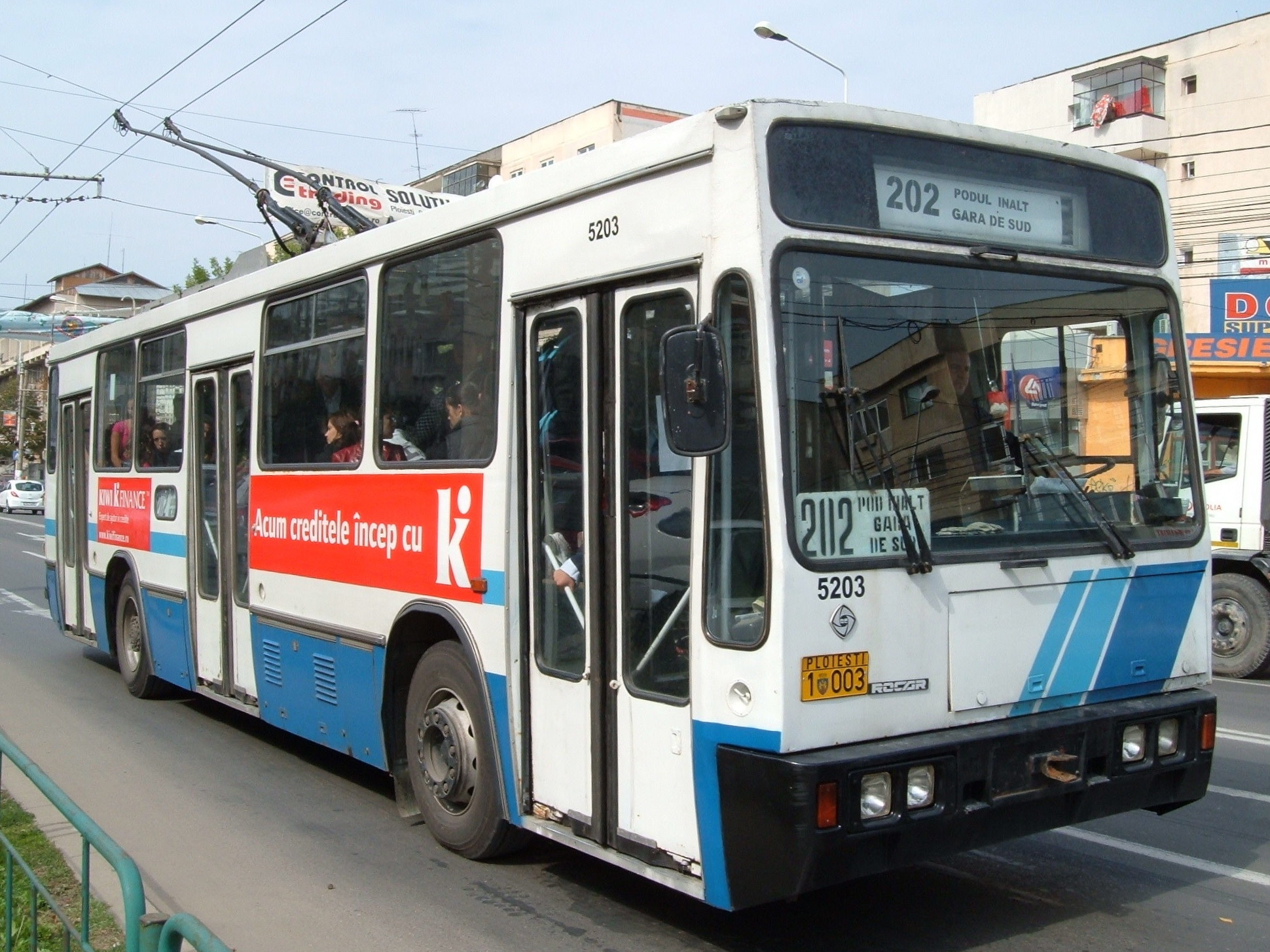
Troleibuz Rocar 312E
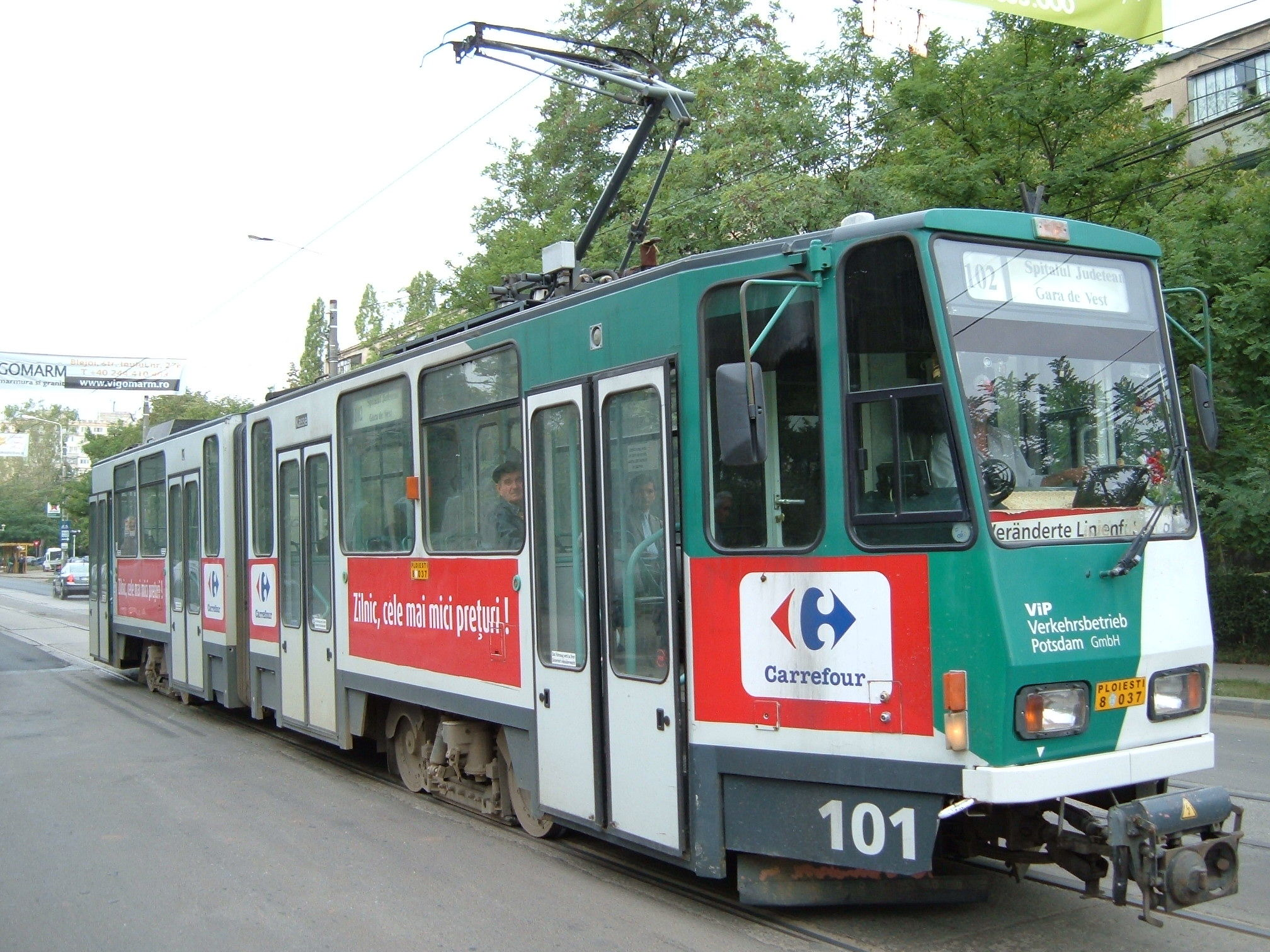
Tramvai Tatra KT4DM
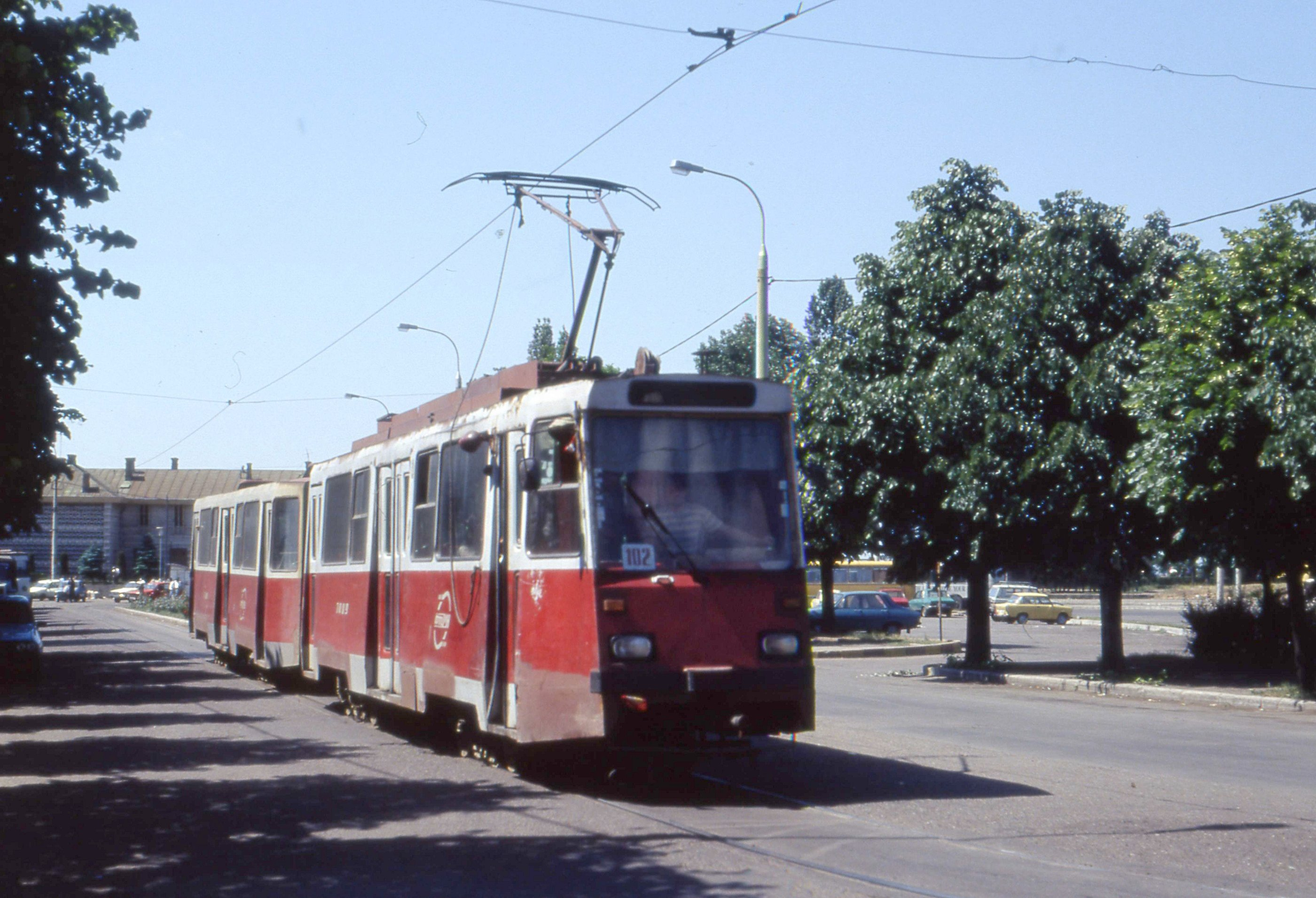
Tramvai Timiș 2
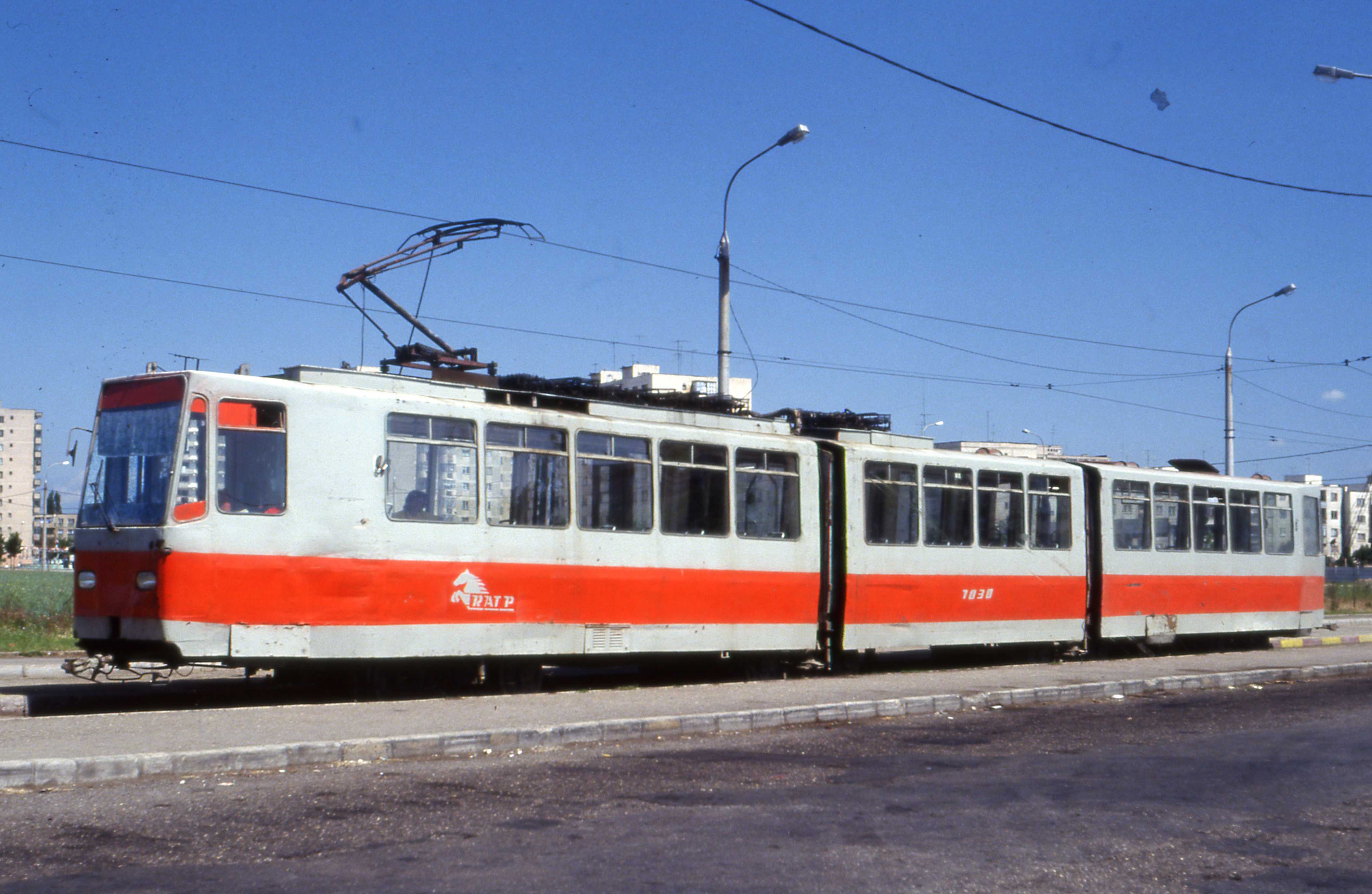
Tramvai V3A